# 이와다이라촌
이와다이라촌(일본어: 岩平村)은 일본 군마현 간라군에 설치되었던 촌이다. 현재의 다카사키시에 해당한다.